# Almindelig pigæble
Almindelig pigæble (Datura stramonium) - eller blot kaldt Pigæble - er en 30-100 cm høj urt, der i Danmark findes vildt nær bebyggelse. Hele planten er stærkt giftig, og den lugter meget ubehageligt og kvalmende, når man knækker eller beskadiger den.

## Beskrivelse
Pigæble er en kraftigt voksende, enårig plante med en bredt busket vækstform. Stænglerne er lysegrønne til violette. Bladene er ægformede med uregelmæssige tænder langs randen. Oversiden er lysegrøn, mens undersiden er lidt lysere.
Blomsterne er meget påfaldende: de er trompetformede og meget store, hvide eller lysviolette. De åbner sig først om aftenen, men lukker sig igen senere på natten. Frugterne er ægformede, piggede og på størrelse med valnødder. Ved modenhed åbner de sig i fire kamre, der hver rummer en del sorte frø.
Rodnettet er veludviklet og vidt forgrenet.
Højde x bredde og årlig tilvækst: 1 x 1 m (100 x 100 cm/år).

## Voksested
Planten findes vildtvoksende på de store områder med indlandsklitter, der domineres af buskagtige ege og høje græsser, der findes i Oklahoma, Texas og New Mexico. Her lever den sammen med bl.a. Farvebælg, alm. solsikke, Amorpha canescens, Bouteloua gracilis, Gaura coccinea, lyngasters, Monarda citriodora, Oenothera albicaulis, orange silkeplante, Prunus angustifolia, Quercus havardii, Rhus aromatica, Salvia azurea, Sisyrinchium scoparium, Sorghastrum nutans (en art af Sorghastrum), præriehirse, Stipa comata, sølvbynke, Vernonia baldwinii, Yucca glauca og Zinnia grandiflora.
I Danmark findes den hist og her på affaldspladser og nær bebyggelse.

## Anvendelse
Planten har været brugt som hallucinogen af præriefolkene. Også i moderne tid har nogle forsøgt sig med den, men den hallucinogene dosis er kun ganske lidt mindre end den dødelige.